# Anolis lamari
Anolis lamari este o specie de șopârle din genul Anolis, familia Polychrotidae, descrisă de Williams în anul 1992. Conform Catalogue of Life specia Anolis lamari nu are subspecii cunoscute.